# Antoine Chézy
Pour les articles homonymes, voir Chézy.
Antoine de Chézy, également nommé Antoine Chézy, né le 1er septembre 1718 à Châlons-en-Champagne et mort le 5 octobre 1798 à Paris, est un ingénieur et hydraulicien français.

## Biographie

### Premières années
Antoine Chézy naît le 1er septembre 1718 à Châlons-en-Champagne. Jacques Chézy, son père, est huissier audiencier au bureau des finances de Châlons, et marié depuis trois ans à Marie Bernard. Cette dernière meurt en mars 1719, alors que son fils est encore un nourrisson. Le père de Chézy meurt quant à lui en 1747. La famille d'Antoine Chézy serait originaire du village de Chézy-sur-Marne, selon l'ingénieur Georges Mouret, mais rien n'atteste qu'elle ait appartenu à la noblesse. La particule aurait été accolée au patronyme de l'ingénieur lors de son passage à l'École des ponts et chaussées, et reprise par la suite par plusieurs auteurs, même si ses contemporains l'appelaient seulement Chézy.

### Ingénieur des ponts et chaussées
Antoine Chézy est d'abord élève chez les Pères de l'Oratoire de Châlons, avant d'y devenir professeur. Il a suivi les travaux du pont de Vaucouleurs en 1748. La mort de son père l'amène à cesser ses activités d'enseignement, afin d'entrer dans le Corps des ponts et chaussées en 1748, dirigé alors par l'intendant des finances chargé du détail des ponts et chaussées Daniel-Charles Trudaine. 
Il commence ses études à l'École des ponts et chaussées le 20 mars 1749. Il est nommé sous-ingénieur à Châlons le 1er avril 1751. Il passe ensuite à Dijon. Succédant à Louis de Régemortes, il effectue les premiers nivellements sur le tracé du canal de Bourgogne en 1752. Sur les plans de Jean-Rodolphe Perronet, il dirige de 1758 à 1774 la construction des ponts de Trilport et de Neuilly sur la Marne et achève la construction du pont de la Concorde à Paris. Il participe aussi à la construction du pont de Neuilly-sur-Seine. Il est ingénieur des ponts et chaussées en poste à Paris à 1763
En 1771, il est nommé inspecteur général du pavé au Bureau de ville, qui est l'administration chargée de la voirie parisienne et devient alors l'adjoint de Perronet dans ses fonctions de Premier ingénieur. Il est nommé sous-directeur de l'École des ponts et chaussées en 1782 et Perronet s'appuie sur lui pour la direction de l'école.

### Famille
Il épouse Marie Barbe Pollin. De leur union naissent plusieurs enfants, dont:
- Marie Adélaïde Chézy, qui épouse le 26 avril 1786 à Ivry-sur-Seine Élisabeth Théodore de La Poix de Fréminville (1756-1818), ingénieur en chef des Ponts-et-Chaussées[6] ; ils sont les parents de Christophe-Paulin de La Poix de Fréminville;
- Antoine-Léonard Chézy (1773-1832).

### Fin de carrière
La décision de relier La Vilaine à la Rance par une voie d’eau navigable avait déjà été confirmée par Louis XVI en 1783 ; le tracé est reconnu sur place par Antoine de Chézy, alors inspecteur général des Ponts et Chaussées en Bretagne, reconnu comme spécialiste de l’hydraulique. L’ingénieur Joseph Liard, placé sous la direction de Chézy, rédigea alors un premier projet.
Antoine Chézy se retire en 1790 dans des conditions d'extrême pauvreté. Mais en 1797, grâce aux efforts d'un de ses étudiants, le baron Gaspard de Prony, qui tirera ses travaux de l'oubli, il devient le troisième directeur de l'École des Ponts et Chaussées.

## Hommages
La rue de Chézy à Neuilly-sur-Seine lui rend hommage.

## Œuvre scientifique
À l'occasion de l'étude de l'amenée d'eau de l'Yvette à Paris, il établit en 1775 la première équation de l'écoulement uniforme, l'équation de Chézy (ou formule de Chézy) : 
{\displaystyle V=C{\sqrt {RI}}}
où V est la vitesse moyenne, R le rayon hydraulique, I la pente de la ligne d'eau et C le coefficient de Chézy.
Légèrement modifiée par le professeur irlandais Robert Manning au XIXe siècle, cette formule a servi depuis à la construction de canaux dans le monde entier, depuis le canal de Panama jusqu'au système d'irrigation de la Vallée Centrale de Californie.

#### Ouvrages et notices biographiques
- Guy Coronio (dir.) et al., 250 ans de l'École des Ponts en cent portraits, Paris, Presses de l'École nationale des ponts et chaussées, 1997, 221 p. (ISBN 978-2-85978-271-9, BNF 36162549), « Antoine de Chézy », pp. 41-44.
- Christian Labrousse et Jean-Pierre Poirier, La science en France : dictionnaire biographique des scientifiques français de l'an mille à nos jours, Paris, Jean-Cyrille Godefroy, 2017, 1494 p. (ISBN 978-2-86553-293-3, BNF 45330316), entrée « Chézy, Antoine », pp. 332-333.
- François Pierre Hardouin Tarbé de Saint-Hardouin, Notices biographiques sur les ingénieurs des Ponts et Chaussées depuis la création du corps en 1716 jusqu'à nos jours, Paris, Éditeur Baudry, 1884, 276 p. (lire en ligne), « de Chézy », pp. 40-42.
- Derouard, Jean-Marie,  "Antoine Chezy : un ingénieur inconnu ou l'histoire d'une formule hydraulique", in- Bibliothèque numérique patrimoniale de l'Ecole nationale des ponts et chaussées

#### Études de l'œuvre de Chézy
- Georges Mouret, « Antoine Chézy. Histoire d'une formule d'hydraulique », Annales des ponts et chaussées, Paris, 11e série, vol. LXI, no II,‎ mars-avril 1921, p. 165-269 (lire en ligne, consulté le 22 septembre 2018).
- Antoine Picon, L'invention de l'ingénieur moderne : l'École des Ponts et Chaussées 1747-1851, Paris, Presses de l'École nationale des ponts et chaussées, 1992, 767 p. (ISBN 978-2-85978-178-1, BNF 35519457).